# Chiesa cattolica in Sudan

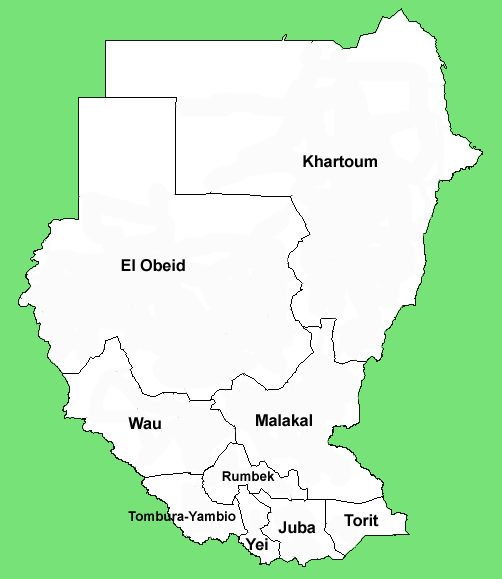
Mappa delle diocesi cattoliche del Sudan e del Sudan del Sud

La Chiesa cattolica in Sudan è parte della Chiesa cattolica universale in comunione con il vescovo di Roma, il papa.

## Storia
L'evangelizzazione di quello che oggi si chiama Sudan ha origini molto antiche: ebbe inizio a metà del VI secolo ad opera del clero monofisita e cattolico proveniente dall'Egitto e da Costantinopoli. Si sviluppò una chiesa nazionale, passata poi sotto il controllo del patriarcato copto di Alessandria. Con il crollo del regno di Nubia, tra il XIII secolo e XIV secolo il cristianesimo sparì completamente.
I primi tentativi di evangelizzazione da parte di missionari cattolici nel Paese iniziarono verso la metà del XIX secolo, quando fu creato il vicariato apostolico dell'Africa centrale, che però non ebbe grande successo, soprattutto perché i confini non erano chiari. Anche l'opera iniziata da Daniele Comboni non ebbe fortuna e finì con la sua morte nel 1881. La guerra Mahdista del 1881-1898 distrusse tutte le missioni cristiane.
Fu solo all'inizio del XX secolo che i missionari comboniani ripresero l'opera di evangelizzazione del Sudan. I missionari patirono le stesse sofferenze del popolo, attanagliato da una guerra civile che si protrasse per decenni e che ebbe le sue origini nel regime autoritario che prese il potere negli anni sessanta.
Nel 1964 il governo sudanese decretò l'espulsione di tutti i missionari stranieri. L'anno seguente cercò di costringere i cattolici a creare una Chiesa "patriottica" sul modello cinese. I responsabili cattolici rifiutarono e da allora la Chiesa cattolica iniziò a subire la persecuzione del governo centrale. Il seminario di Tore fu incendiato, molti luoghi di culto furono distrutti e alcune comunità vennero disperse.
Nel 1993 la Chiesa sudanese ha ricevuto la visita pastorale di papa Giovanni Paolo II.
Il 9 luglio 2011 il Sudan del Sud è diventato uno Stato indipendente.

## Legislazione in materia di religione
In Sudan l'islam è la religione ufficiale. Secondo la legge nazionale, convertirsi a un'altra religione o rinunciare all'islam è considerato apostasia ed è un reato capitale, che può essere punito anche con la pena di morte. I cristiani quindi non possono svolgere alcuna opera di evangelizzazione.
Nel 1983 il governo ha introdotto la legge islamica (shari'a). Da allora la libertà religiosa nel Paese si è ulteriormente ridotta. Nonostante dichiarazioni pubbliche secondo le quali la legge islamica non si applicherebbe ai cristiani, diversi cristiani sono stati puniti per non aver osservato il Ramadan o i precetti religiosi islamici. L'arcivescovo di Khartoum ha dichiarato nel 1991 che diversi centri di preghiera sono stati fatti chiudere, con il divieto ai cristiani di riunirsi per pregare.
Nel Nord del Paese le comunità cristiane, sia i semplici fedeli che i loro vertici, sono oggetto di controlli continui da parte della polizia, che esegue confische e si rende anche responsabile di abusi. I cristiani del sud, da parte loro, lamentano la pressione del governo centrale volta all'islamizzazione della parte meridionale del paese.

## Organizzazione ecclesiastica
Nel 1974 fu creata in Sudan la gerarchia cattolica di rito latino, con l'erezione di sette diocesi.
Dal 2011, a seguito dell'indipendenza del Sudan del Sud, la Chiesa cattolica latina è presente sul territorio con una sede metropolitana e una diocesi suffraganea:
- Arcidiocesi di Khartoum
  - Diocesi di El Obeid

I fedeli appartenenti alle Chiese cattoliche di rito orientale fanno riferimento alle eparchie del proprio rito presenti in Egitto.

## Statistiche
Alla fine del 2004 la Chiesa cattolica in Sudan contava:
- 183 parrocchie;
- 347 preti;
- 310 suore religiose;
- 707 istituti scolastici;
- 118 istituti di beneficenza.

La popolazione cattolica ammontava a 4.179.937 cristiani, pari al 9,65% della popolazione.

## Nunziatura apostolica

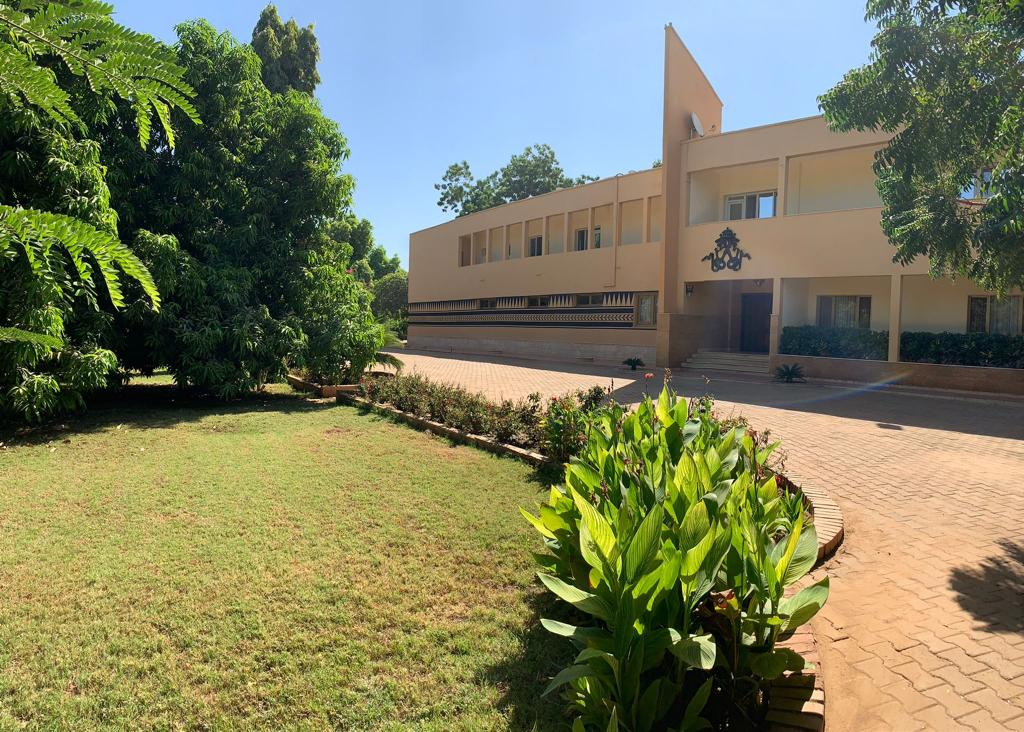
Sede della nunziatura apostolica in Sudan

Il Papa è stato rappresentato in Sudan fino al 1969 dalla delegazione apostolica dell'Africa Orientale, istituita il 3 maggio 1960 con il breve Eo intendentes di papa Giovanni XXIII. Essa aveva giurisdizione sui seguenti Paesi africani: Sudan, Kenya, Zanzibar, Tanganica, Uganda, Rhodesia Settentrionale, Nyassaland, Somalia francese e Seychelles. Sede del delegato apostolico era la città di Mombasa in Kenya.
Il 3 luglio 1969, con la bolla Sollicitudo omnium di papa Paolo VI, fu eretta la delegazione apostolica della Regione del Mar Rosso con residenza a Khartoum e con giurisdizione sul Sudan, la Somalia, Gibuti e la parte meridionale della penisola arabica. Nel 1972 il governo sudanese stabilì un'ambasciata presso la Santa Sede e nello stesso anno, il 29 aprile, fu istituita la nunziatura apostolica del Sudan con il breve Maiores Nostri dello stesso papa Paolo VI. Dal 1992 al 2004 i nunzi del Sudan erano al contempo delegati apostolici della Somalia; nel 2004 hanno assunto anche la carica di nunzi per l'Eritrea.

### Delegato apostolico della Regione del Mar Rosso
- Ubaldo Calabresi arcivescovo titolare di Fondi (3 luglio 1969 - 29 aprile 1972 nominato pro-nunzio apostolico)

### Elenco dei nunzi apostolici in Sudan
- Ubaldo Calabresi, arcivescovo titolare di Fondi (29 aprile 1972 - 5 gennaio 1978 nominato nunzio apostolico in Venezuela)
- Giovanni Moretti, arcivescovo titolare di Vartana (13 marzo 1978 - 10 luglio 1984 nominato pro-nunzio apostolico in Egitto)
- Luis Robles Díaz, arcivescovo titolare di Stefaniaco (16 febbraio 1985 - 13 marzo 1990 nominato pro-nunzio apostolico in Uganda)
- Erwin Josef Ender, arcivescovo titolare di Germania di Numidia (5 aprile 1990 - 9 luglio 1997 nominato nunzio apostolico in Lituania, Estonia e Lettonia)
- Marco Dino Brogi, O.F.M., arcivescovo titolare di Cittaducale (13 dicembre 1997 - 5 febbraio 2002 nominato nunzio apostolico in Egitto)
- Dominique François Joseph Mamberti, arcivescovo titolare di Sagona (18 maggio 2002 - 15 settembre 2006 nominato Segretario per i rapporti con gli Stati)
- Leo Boccardi, arcivescovo titolare di Bitetto (16 gennaio 2007 - 11 luglio 2013 nominato nunzio apostolico in Iran)
- Hubertus Matheus Maria van Megen, arcivescovo titolare di Novaliciana (8 marzo 2014 - 16 febbraio 2019 nominato nunzio apostolico in Kenya)
- Luís Miguel Muñoz Cárdaba, arcivescovo titolare di Nasai (31 marzo 2020 - 23 gennaio 2024 nominato nunzio apostolico in Mozambico)

## Conferenza episcopale
La prima riunione degli Ordinari del Sudan si è svolta a Khartoum alla fine del 1929, in occasione della visita del Delegato apostolico per l'Africa Orientale, residente a Mombasa in Kenya, Arthur Hinsley. Negli anni cinquanta si sono svolte periodiche riunioni tra gli Ordinari sudanesi, finché nel dicembre 1974 fu istituita la gerarchia locale e nacque la Sudan Episcopal Conference, che nel 1976 prese il nome di Sudan Catholic Bishops' Conference (SCBC). La sua sede è a Khartum. Gli statuti sono stati approvati dalla Santa Sede nel 1989. I vescovi fanno tuttora parte di un'unica conferenza episcopale con quelli delle diocesi del Sudan del Sud, anche se è possibile che in futuro si separino. 
La SCBC è membro della Association of Member Episcopal Conferences in Eastern Africa (AMECEA) e del Symposium of Episcopal Conferences of Africa and Madagascar (SECAM).
Elenco dei presidenti della Conferenza episcopale:
- Ireneus Wien Dud, vescovo di Wau (1970 - 1973)
- Presbitero Pio Yukwan Deng, prefetto apostolico di Malakal (1973 - 1974)
- Joseph Abangite Gasi, vescovo di Tombura-Yambio (1975 - 1978)
- Gabriel Zubeir Wako, vescovo di Wau, coadiutore e poi arcivescovo di Khartoum (1978 - 1989)
- Paulino Lukudu Loro, arcivescovo di Giuba (1989 - 1993)
- Gabriel Zubeir Wako, arcivescovo di Khartoum (1993 - 1999)
- Paulino Lukudu Loro, arcivescovo di Giuba (1999 - 2006 ?)
- Rudolf Deng Majak, vescovo di Wau (2006 ? - 31 dicembre 2011)
- Gabriel Zubeir Wako, cardinale arcivescovo di Khartoum (1º gennaio 2012 - 10 dicembre 2016)
- Edward Hiiboro Kussala, vescovo di Tombura-Yambio (febbraio 2017 - gennaio 2020)
- Yunan Tombe Trille Kuku Andali, vescovo di El Obeid (gennaio 2020 - gennaio 2024)
- Stephen Ameyu Martin Mulla, cardinale arcivescovo di Giuba, da gennaio 2024

Elenco dei vicepresidenti della Conferenza episcopale:
- Stephen Ameyu Martin Mulla, cardinale arcivescovo di Giuba (gennaio 2020 - gennaio 2024)
- Matthew Remijio Adam Gbitiku, M.C.C.I., vescovo di Wau, dal gennaio 2024

Elenco dei segretari generali della Conferenza episcopale:
- Presbitero Peter Suleiman, dal 18 novembre 2017